# Abdul Rauf Benawa
Abdul Rauf Benawa (Abdurrauf Benawâ) (n. 23 august 1913 - d. 11 ianuarie 1985) a fost un prozator și critic literar afghan.
A fost autorul imnului de stat al Afghanistanului.

## Opera
- 1941: Nu mai este timp ("Wacht nelarem");
- 1942: Fecioara nefericită ("Nâmurâda ndželej");
- 1947: Teoria literaturii ("Adabi funun");
- 1948: Gânduri mâhnite ("Prêsâna afkâr");
- 1961: Scriitori contemporani ("Osani likwâl");
- 1966: Taina inimii ("De zrre chwâla").